# Jason White
Jason White (North Little Rock, Arkansas; 11 de noviembre de 1973) es un cantante, compositor y guitarrista estadounidense. Actualmente es guitarrista de la banda Pinhead Gunpowder y entre 2012 y 2016 fue considerado un miembro oficial de Green Day, encargándose de la guitarra principal y guitarra solista. Aunque ya participaba junto con la banda desde 1999 como apoyo en las actuaciones en vivo.
También es el cofundador de Adeline Records, junto con Billie Joe Armstrong y la esposa de este, Adrienne Nesser. Es el propietario de Nutone Recording Studios en San Francisco, California, donde Green Day ha grabado algunas de sus canciones. 

## Biografía
White nació, el 11 de noviembre de 1973, en Little Rock, Arkansas. Empezó como guitarrista en la banda Numbskulz en 1988.
Jason conoció a Billie Joe Armstrong de Green Day cuando se mudó a California. Se volvieron buenos amigos y es cofundador de Adeline Records, junto con Billie Joe Armstrong y la esposa de este, Adrienne Nesser, Jim Thiebaud y Lynn Parker. 
Además de la discográfica White y Armstrong tienen una banda donde tocan juntos llamada Pinhead Gunpowder, formada en el mismo año en el salió el álbum de más éxito de Green Day, Dookie (1994). En Pinhead Gunpowder White toca la guitarra y canta. Se unió a Pinhead Gunpowder en 1995 para reemplazar a Mike Kersh. Escribió "Cabot Gal" para el álbum Shoot the Moon. 
Junto a esta banda, con el sello discográfico Adeline, han grabado dos álbumes de estudio y varios EP en los que White ha participado inicialmente tocando el bajo posteriormente asumió guitarra y canta junto a Armstrong.
Al ser amigo de Armstrong y de la banda apareció en el video de "When I Come Around", del álbum Dookie, besando a su novia, Janna con la que contrajo matrimonio en 2005.
White y el bajista Bill Schneider quisieron probar algo nuevo y reclutaron al hermano de Bill, Greg Schneider (para voces y guitarra) y a Willie Samuels (batería) de la banda The Receivers, para así formar The Influents. White y Schneider comenzaron a escribir canciones y a compartir las actividades como vocalistas, a veces colaborando entre ellos y otras trayendo sus propias composiciones. Después de tomarse alrededor de un año para trabajar y tocar juntos, y con pocas presentaciones en vivo, fueron a un estudio de grabación para grabar y producir su álbum debut: Check Please, en el verano de 2000. Se sorprendieron por las buenas críticas que el disco estaba obteniendo en la prensa y las revistas en el mundo entero. En ese año Check Please estuvo en los top 5 en la Rolling Stone y en los diez mejores vendidos en la cadena local Rasputin.
Al poco tiempo, en 1999, Armstrong necesitó ayuda en un álbum y fue así como White pasó a ser la segunda guitarra de Green Day durante la gira de Warning. Cuando se le preguntó a Armstrong al respecto, dijo: "Bueno, necesitábamos diferentes capas en algunas de esas canciones. Es difícil ser una banda de tres miembros algunas veces. Tiene sus limitaciones". También estuvo junto a Green Day durante el Pop Disaster Tour, junto a la banda de pop-punk Blink-182 en 2002.
White también tocó la guitarra en The Network entre 2002 y 2003, una banda alternativa de Green Day, esta vez de estilo new wave. Tocó bajo el seudónimo de Balducci, pero como en esa banda están disfrazados, sólo es posible reconocerlo por su postura tocando la guitarra.
En 2004 Green Day vuelve con American Idiot, una opera punk con el que hicieron una gira mundial llamada American Idiot World Tour. White estuvo junto a la banda tocando la primera guitarra en las canciones de este álbum, de Warning y Nimrod. En 2005 salió el DVD Bullet in a Bible donde White aparece junto a Green Day durante un concierto en Inglaterra, en ese mismo año apareció en el video de "Wake Me Up When September Ends", tocando la guitarra rítmica. Posteriormente apareció en el video de "Jesus of Suburbia" en un breve cameo en vivo.
En 2007, apareció en el video de la versión de la canción "Working Class Hero" original de John Lennon que la banda grabó para el recopilatorio Instant Karma.
Jason White también es miembro del proyecto alternativo de Green Day Foxboro Hot Tubs, en el cual es el guitarrista principal. Es famosa su forma de tocar con un antifaz que le impide mirar la guitarra.

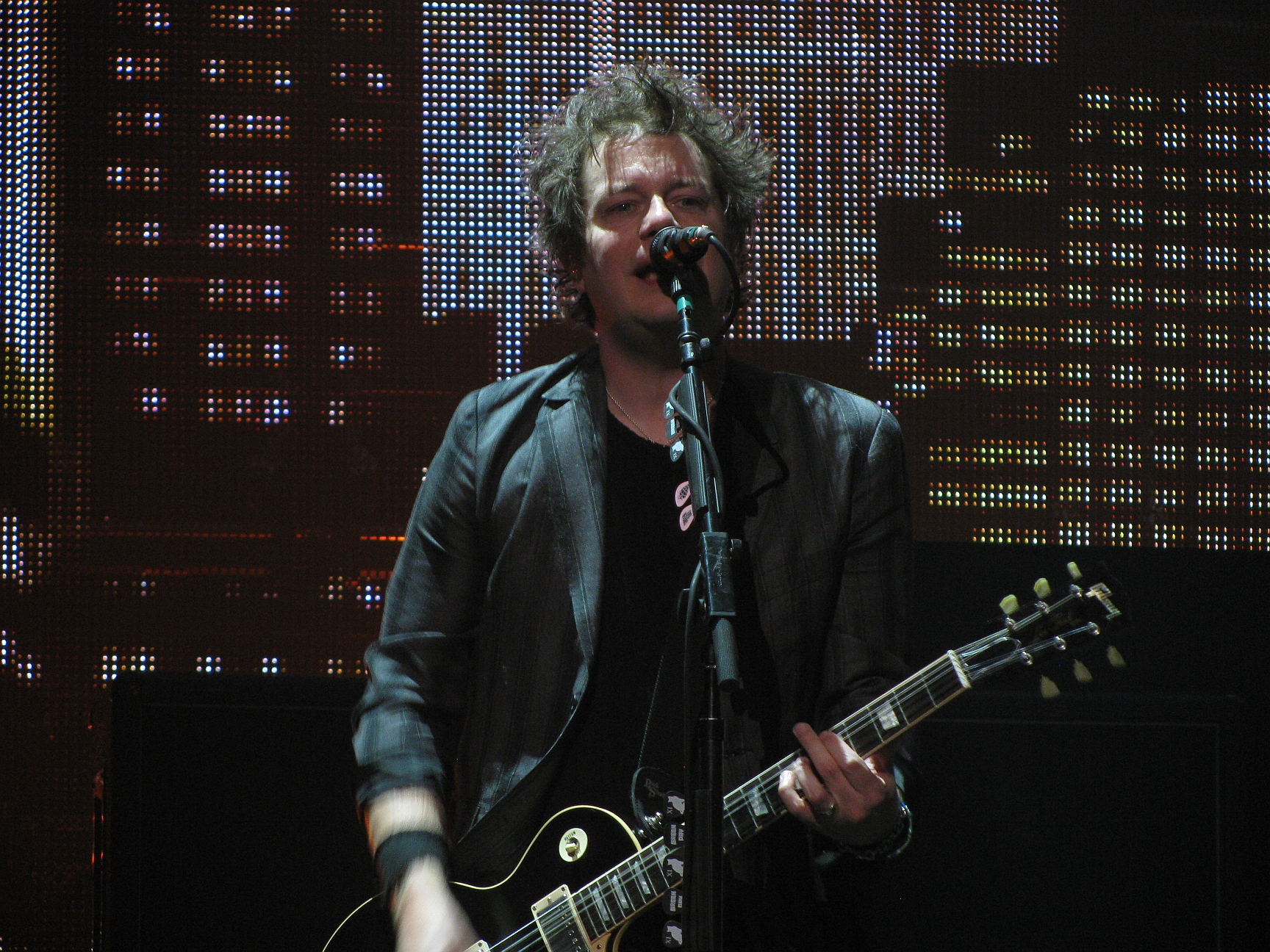
White tocando con Green Day en 2009, en 21st Century Breakdown World Tour.

En 2009, salió 21st Century Breakdown, segunda opera rock de Green Day. White estuvo presente en la gira promocional de este disco, 21st Century Breakdown World Tour, encargándose de la guitarra solista y la guitarra rítmica. Esta gira terminó en el 2010 en Sudamérica, después de haber pasado por Norteamérica, Europa, Asia y Oceanía entre los años 2009 y 2010.
Apareció también en los videos de "21 Guns", "East Jesus Nowhere", "Last of the American Girls", además en los videos en vivo de "Last Night on Earth" y "Murder City".
Estuvo junto a la banda en las presentaciones en Broadway de la adaptación del disco American Idiot en un musical sobre este.
Ha trabajado en el nuevo proyecto musical de Green Day junto a Armstrong, Dirnt, y Cool. También estuvo tocando junto a Green Day en los múltiples shows secretos que realizaron, empezando en Costa Meza, California, y terminando en el Reading Festival en Inglaterra.
Ya para agosto de 2012 White apareció en el nuevo video "Oh Love" del nuevo álbum ¡Uno!, el primero de lo que será una trilogía de álbumes de la banda.
Posteriormente apareció en el video de "Kill the DJ" y actuó junto a Green Day la canción en los Video Music Awards de MTV. Durante esta canción cantó la segunda parte del coro, pues este demandaba un mayor esfuerzo al cantar y Armstrong acabada de salir de una clínica donde había estado por varios días tras un malestar en la garganta.
Ya para la mitad del mes de septiembre White apareció en el video "Nuclear Family", a finales del mismo en "Stay The Night" y en octubre en el videoclip de "Troublemaker". A inicios de noviembre tiene pequeñas apariciones tocando en vivo en el videoclip "The Forgotten".
En septiembre de 2012 se confirmó que después de trece años como guitarrista de apoyo en las giras, Jason White era el cuarto integrante de Green Day; además su rostro apareció en la portada del disco ¡Cuatro!, un documental acerca de la grabación de estos los discos ¡Uno!, ¡Dos! y ¡Tré!, y su gira por los Estados Unidos. En 2014 le diagnostican cáncer de amígdalas
Tras el lanzamiento de la trilogía de álbumes, White volvió a ser un miembro de gira de Green Day, y la banda grabó su álbum de estudio de 2016 Revolution Radio como la alineación clásica de tres piezas. White tocó la guitarra en la canción "Back in the USA" del recopilatorio de 2017 de Green Day Greatest Hits: God's Favorite Band como músico adicional.

## Equipamiento
- Gibson Les Paul 1958 plain top reissue
- Gibson Les Paul 1957 gold top reissue
- Gibson ES-335 dot reissue (que cuenta con una Powerbridge fishman para un sonido acústico)

### Amplificador
- Dos amplificadores Marshall 100 watt y cuatro pantallas 4x12

## Bandas
- Numbskulz (1988)
- Fishwagon (1991)
- Sixteen Bullets (1994)
- Pinhead Gunpowder (1997–actualidad)
- The Big Cats (1997–actualidad)
- The Kicks (2000-2004)
- The Influents (1999–2003)
- Step By Step (1989-1990)
- Monsula (como guitarrista en la gira de 1992)
- Green Day (1998- actualidad. Miembro oficial 2012-2016)
- The Network (2003-actualidad)
- Foxboro Hot Tubs (2007-actualidad)

## Discografía

### Green Day
- Warning (2000) - Guitarra acústica
- Tune in, Tokyo... (2000) - Guitarra rítmica, guitarra acústica
- Bullet in a Bible (2005) - Guitarras, coros
- Last Night on Earth: Live in Tokyo (2009) - Guitarras, coros
- Awesome As Fuck (2011) - Guitarras, coros
- ¡Uno!, ¡Dos!, ¡Tré! (2012) - Guitarra

### Pinhead Gunpowder
- Carry the Banner(1994) - Guitarra, voz
- Goodbye Ellston Avenue (1997) - Guitarra, voz
- Compulsive Disclosure (2003) - Guitarra, voz
- Pinhead Gunpowder (2008 EP) - Guitarra, voz

### The Network
- Money Money 2020 (2003) - Guitarra

### Foxboro Hot Tubs
- Stop Drop and Roll!!! (2007) - Guitarra solista